# Чала, Вальтер
Ва́льтер Леода́н Чала́ Ва́скес (исп. Wálter Leodán Chalá Vásquez; 24 февраля 1992, Валье-дель-Чота) — эквадорский футболист, нападающий клуба ЛДУ Кито. Выступал за сборную Эквадора.

## Карьера
Вальтер Чала родился в семье Вальтера Чала-старшего и Марисы Васкес. Два его дяди, Клевер Васкес и Хуан Геррон, были футболистами. Он вырос в долине реки Чота (Валье-дель-Чота) — местности, населённой преимущественно афроэквадорцами и известной как родина множества талантливых футболистов. Образование Чала получал в школе Августина Дельгадо, но после 5 класса ушёл из неё, сосредоточившись на футболе.
В 2009 году из местного футбольного клуба «Валье-дель-Чота» Чала перешёл в известную команду «Депортиво Куэнка». Дебютировал в основном составе 28 июля 2010 года: вышел на замену на 86-й минуте и забил гол. Всего провёл 19 матчей в составе эквадорского клуба и забил 7 голов.
7 января 2011 года подписал 4-летний контракт с казанским «Рубином». Сумма трансфера составила около 1 млн долларов (750 тысяч евро). 14 мая Чала дебютировал в Молодёжном первенстве России за «Рубин».
7 января 2012 года вернулся на правах аренды в свой бывший клуб «Депортиво Куэнка».
27 февраля 2013 года перешёл в нижнекамский «Нефтехимик». 29 апреля дебютировал в домашнем матче против «Петротреста», заменив на 46-й минуте Вахыта Оразсахедова, и забил гол на 62-й минуте.
С января 2015 выступал за эквадорский «Индепендьенте дель Валье».
По состоянию на декабрь 2023 года продолжает выступать за различные эквадорские команды (за исключением периода игры за мексиканский «Коррекаминос» в сезоне 2017—2018).